# Miquel Nicolau i Vila
Miquel Nicolau i Vila (La Seu d'Urgell, 1962) és un professor i enginyer informàtic d'origen català, rector de la Universitat d'Andorra des de maig de 2015.
Nicolau és llicenciat en filosofia per la UB, i en informàtica per la UPC. Té un doctorat en enginyeria electrònica per la Universitat Ramon Llull i un màster en sistemes intel·ligents i entorns paral·lels i distribuïts. Professor de la Universitat d'Andorra des del 2009 i coordinador del grup de recerca en llengües. Entre els últims càrrecs ocupats en l'àmbit acadèmic ha estat coordinador del rectorat de la UdA i responsable del seu programa de doctorat. Ha estat docent i membre de la Junta Acadèmica de la Ramon Llull entre 1998 i 2002, i també de la Universitat Oberta de Catalunya i la Universitat Politècnica de Catalunya, entre d'altres.
El 18 de maig de 2015 el Consell universitari va acordar per unanimitat nomenar-lo rector de la Universitat d'Andorra, en substitució de Daniel Bastida, escollit entre les dues candidatures que s'hi havien presentat. El nomenament es fa per un període de quatre anys.
El 2 de maig del 2019, el Consell universitari va reelegir, per unanimitat dels assistents, Miquel Nicolau i Vila com a rector de la Universitat d'Andorra per a un període de cinc anys més. El 8 de maig, el Govern d'Andorra va nomenar el nou rector mitjançant un decret que es va publicar al BOPA.